# 上宮山勇市
上宮山 勇市（うえみややま ゆういち、1904年3月30日 -  没年不明）は、鹿児島県薩摩郡宮之城町（現さつま町）出身で井筒部屋に所属した元大相撲力士。本名は中間 勇一。最高位は十両11枚目（ただし、後述のように十両力士として土俵に上がらなかった）。

## 経歴
井筒部屋に入門し、1923年1月、初土俵を踏む。1932年1月、十両に昇進したが、番付発表直後に起きた春秋園事件で脱退し、革新力士団に加わった。その後は相撲協会に復帰することはなかった。